# Aḍemmin
L’aḍemmin est un plat traditionnel algérien originaire de Kabylie.

## Description
À Béjaïa, en Kabylie, Il s'agit d'un mélange de une mesure de pois chiches grillés et moulus, une mesure d'orge et une mesure de blé grillés et moulus et la moitié d'une mesuré de lentilles grillées et moulues. On mélange le tout, on ajoute du sel puis l'huile d'olive jusqu'à obtenir la bonne texture comme indiqué sur la photo d'en haut. Ça se consomme seul, avec des dates ou des figues.

## Tradition
La tradition veut que l’aḍemmin soit préparée lors de la culture des fèves. L’aḍemmin fait souvent office d'offrande dans les mosquées en Kabylie où elle est distribuée sous forme de boules.